# Germania (Paulskirche)
Il dipinto Germania fu creato nel 1848 come personificazione nazionale della Germania. Durante l'assemblea del Parlamento di Francoforte fu posto nella Paulskirche davanti all'organo a canne sul soppalco.
L'Assemblea Nazionale era un motivo popolare dell'epoca, per cui anche il dipinto della Germania divenne molto noto. Dopo la fine violenta dell'Assemblea Nazionale nel maggio 1849, il dipinto fu tolto. Nel 1867 fu trasferito al Germanisches Nationalmuseum di Norimberga.
Copie della Germania della Paulskirche si trovano oggi in diversi musei. Tra questi, la Casa della Storia di Bonn e il Memoriale dei movimenti per la libertà nella storia tedesca a Rastatt.

## Rappresentazione
Il dipinto rappresenta la personificazione della Germania: la bandiera della Germania, una corona di foglie di quercia (Treue) è la Spada Imperiale (fortezza) e un ramo d'ulivo (pace).

Lo storico dell'arte tedesco Rainer Schoch scrive:
"La Germania si trova su un piedistallo di pietra sopra un paesaggio collinare in ombra, illuminato in oro dal sole nascente di una nuova era. Indossa una veste da sovrano ricoperta di ermellino rosso con l'aquila bicipite nello scudo pettorale, e sopra di essa un ampio mantello di broccato d'oro foderato di blu. Con la mano sinistra si appoggia a una lancia da torneo medievale da cui sventola la bandiera nero-rosso-oro. Lo scintillante tricolore tedesco fa da sfondo alla giovane testa bionda della Germania coronata di foglie di quercia. [...] Nella mano destra la Germania tiene una spada nuda sollevata e un ramo d'ulivo. Ai suoi piedi giace un nodello scoppiato".

## Pittore

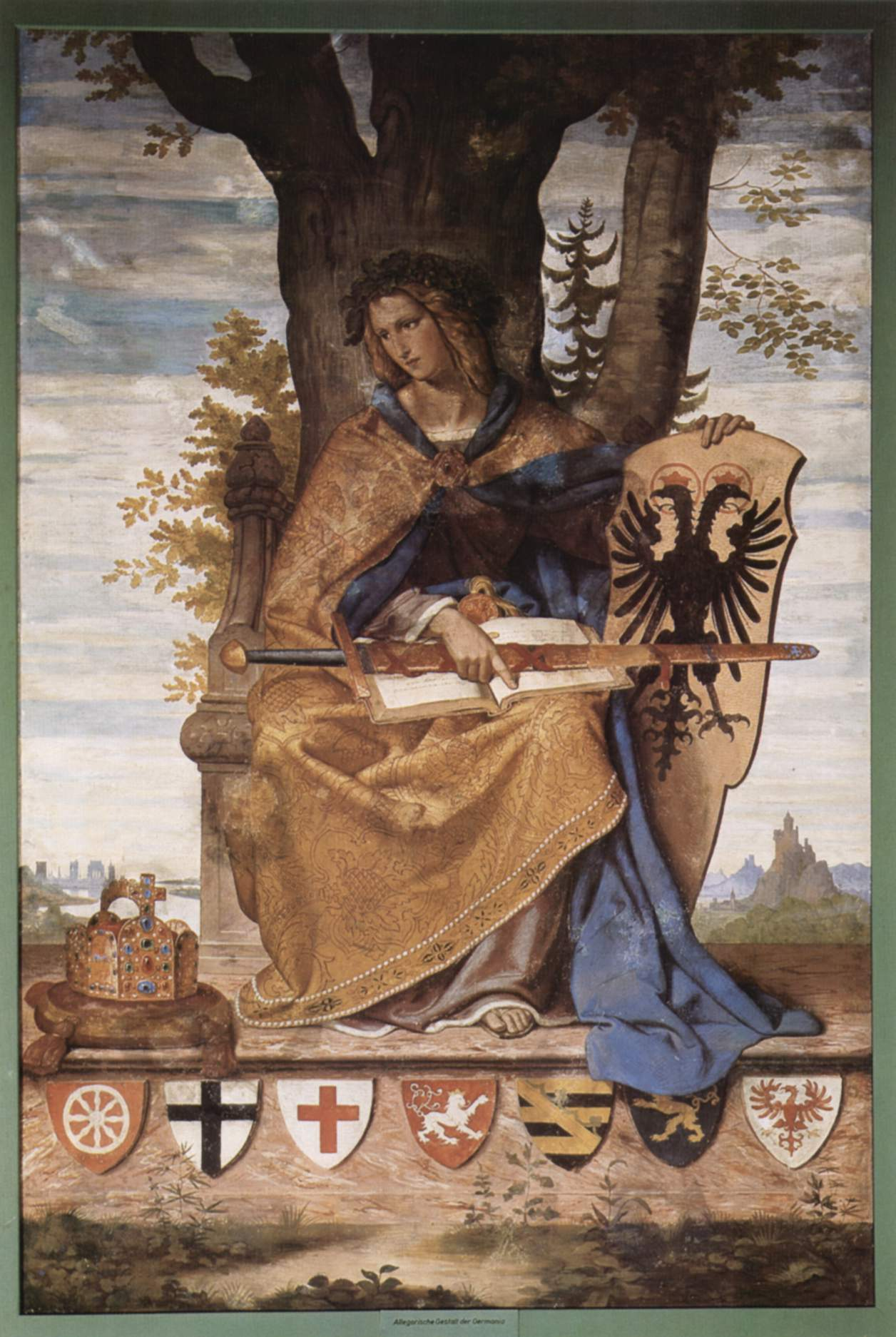
Altra Germania, di Philipp Veit (1836)

Il dipinto è tradizionalmente attribuito a Philipp Veit. Egli aveva già completato una rappresentazione della Germania nel 1836. Questa prima Germania, tuttavia, non è in piedi ma seduta e sembra essere malinconica. Va vista come un riferimento retrospettivo al Medioevo e non come un simbolo combattivo per il presente. Secondo Rainer Schoch, la tipologia e il linguaggio allegorico del dipinto della Paulskirche sono "ovviamente" basati sul dipinto di Veit del 1836.
Intorno al 1900, diverse persone riportarono nelle loro memorie che il dipinto della chiesa di San Paolo era stato realizzato da un disegno di Veit. Secondo il figlio di Eduard von Steinle, un pittore amico di Veit appartenente al circolo nazareno, suo padre aveva realizzato il quadro per la chiesa di San Paolo in pochi giorni. Ciò avvenne poco dopo l'elezione del Reichsverweser (il capo di Stato provvisorio, 29 giugno 1848).
Friedrich Siegmund Jucho era l'"amministratore del patrimonio" dell'Assemblea nazionale e salvatore del documento costituzionale. Secondo lui, il quadro fu "dipinto da artisti locali". Il pre-parlamento lo aveva già donato per la Paulskirche. In effetti, il quadro è già visibile su una litografia del Pre-Parlamento (intorno al 1º aprile). L'Assemblea nazionale, invece, si riunì per la prima volta il 18 maggio. 
Eduard von Steinle e i suoi amici del circolo artistico Deutsches Haus dipinsero diversi quadri della Germania nel 1848. Forse la Germania di Paulskirchen si basa su un disegno di Steinle che si pensa sia andato perduto. Rainer Schoch ritiene possibile una produzione comune a cui parteciparono Veit, Steinle e altri artisti della Deutsches Haus. Tra questi potrebbe esserci stato anche Karl Ballenberger, di cui è nota una Germania.
Copie della Germania della Paulskirche si trovano oggi in diversi musei. Tra questi, la Casa della Storia di Bonn e il Memoriale dei movimenti per la libertà nella storia tedesca a Rastatt. 

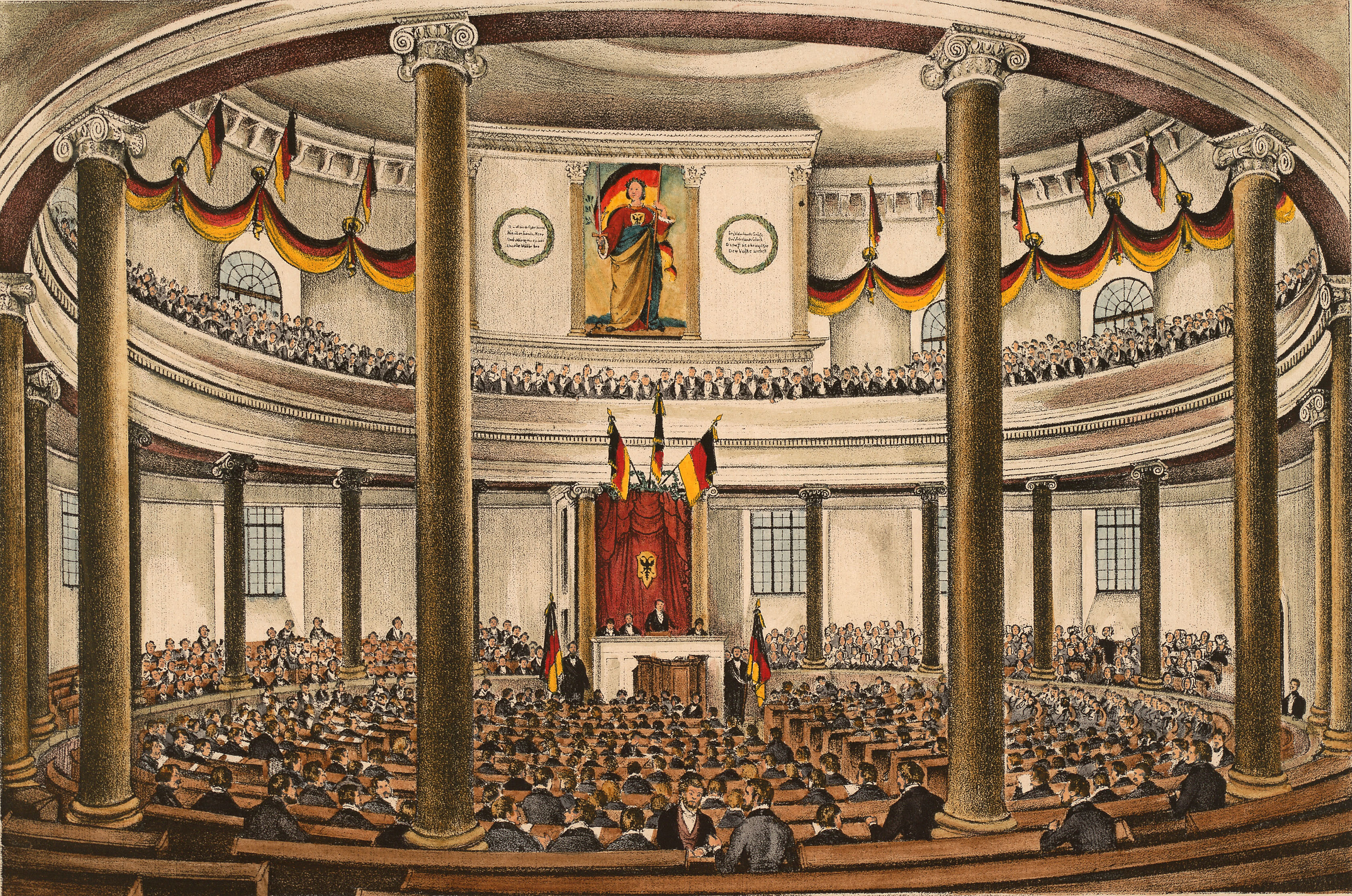
Il dipinto presso la Paulskirche di Francoforte nel 1848/49
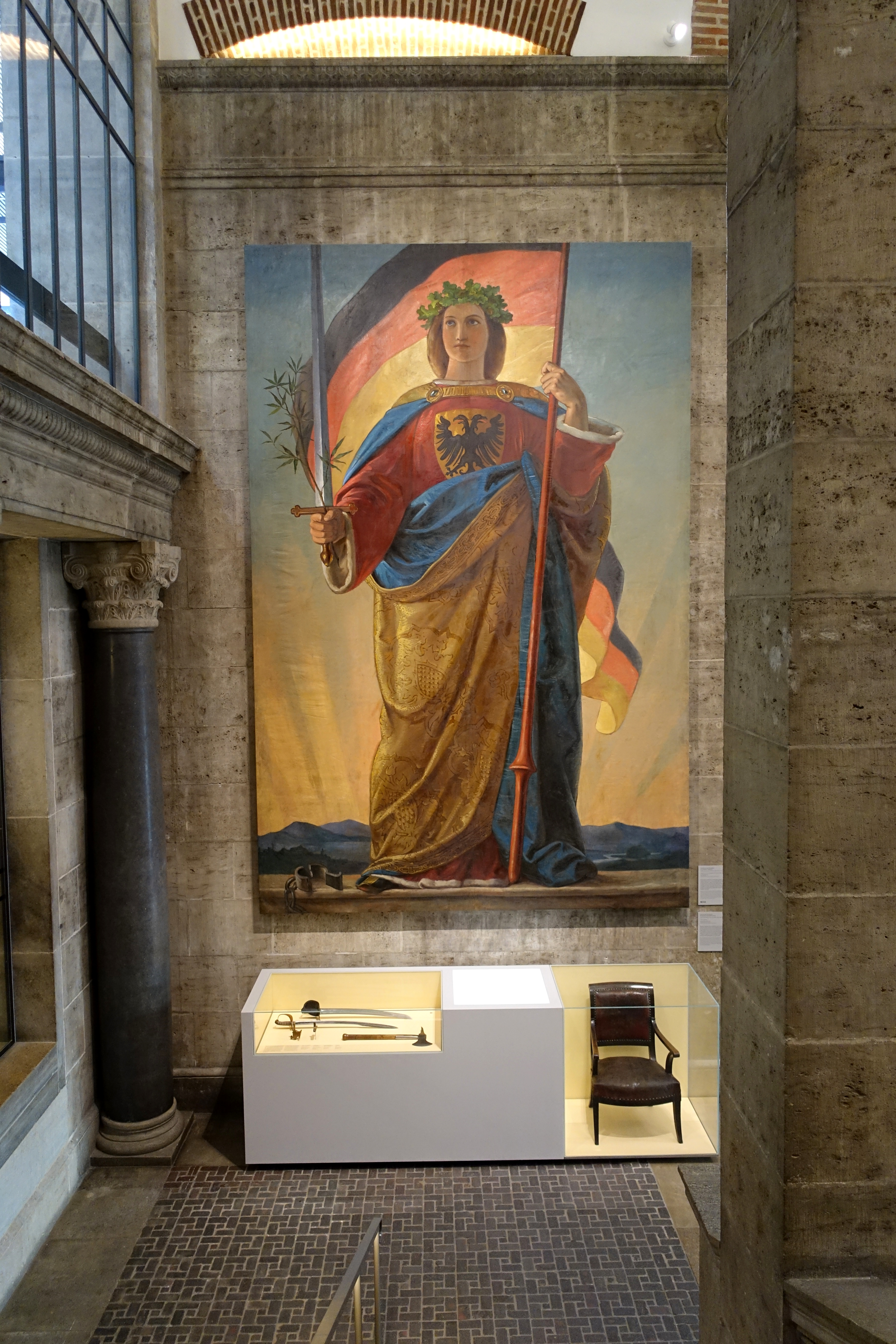
La formazione di oggi a Norimberga